# Р254 (Росія)
Автомагістраль Р-254 або Автомагістраль «Іртиш» — автомобільна дорога федерального значення Челябінськ — Новосибірськ в Росії. Є частиною автомагістралі Байкал (яка в свою чергу є частиною Транссибірської автомагістралі).

## Зображення

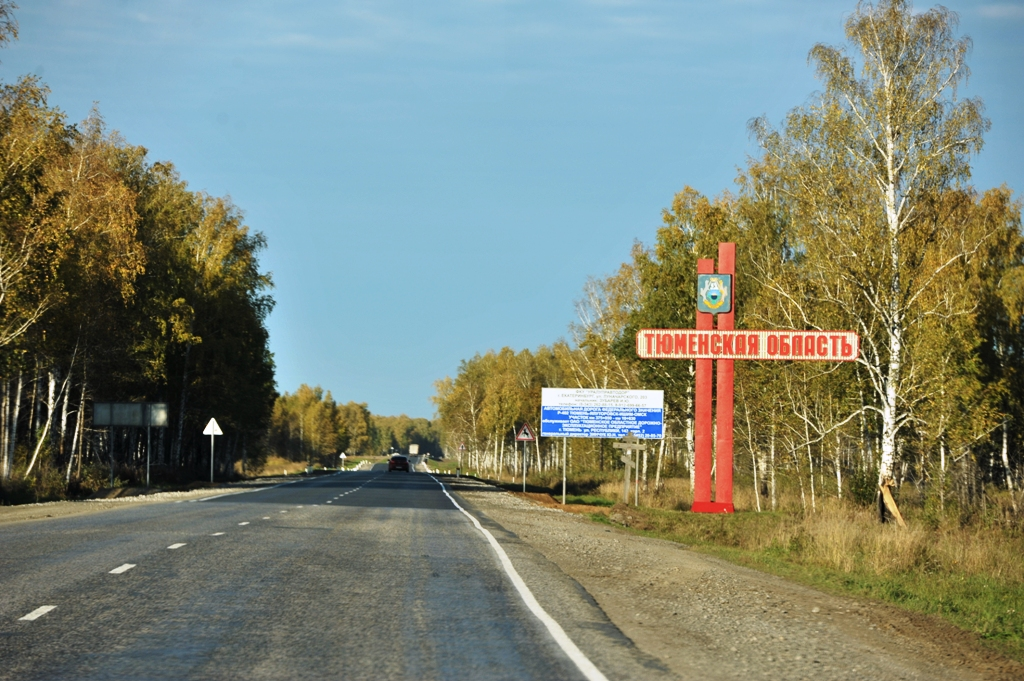
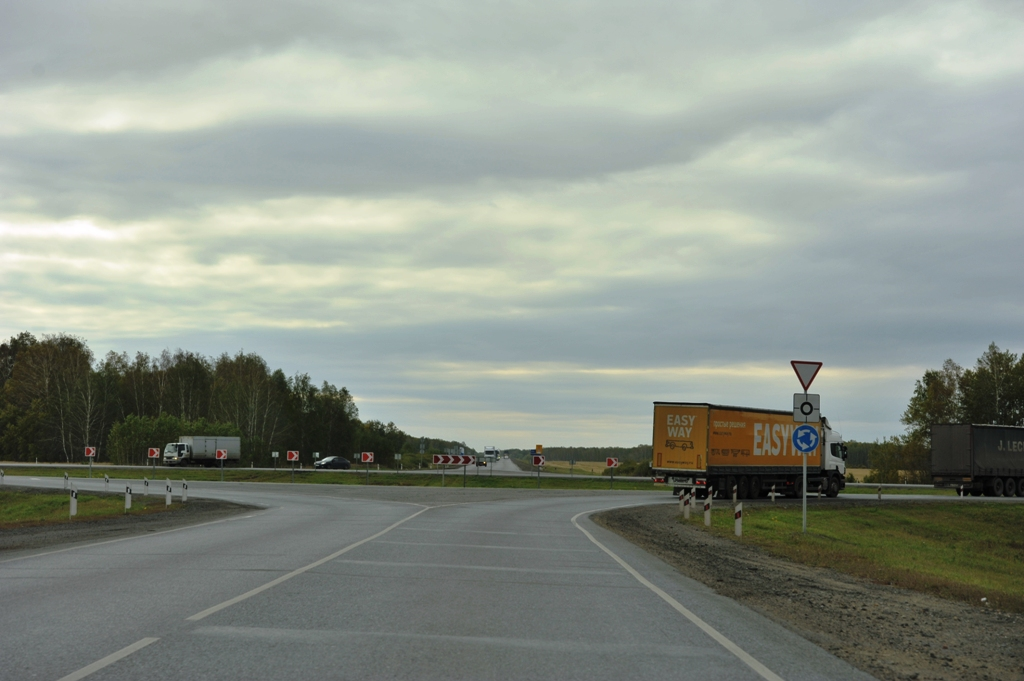
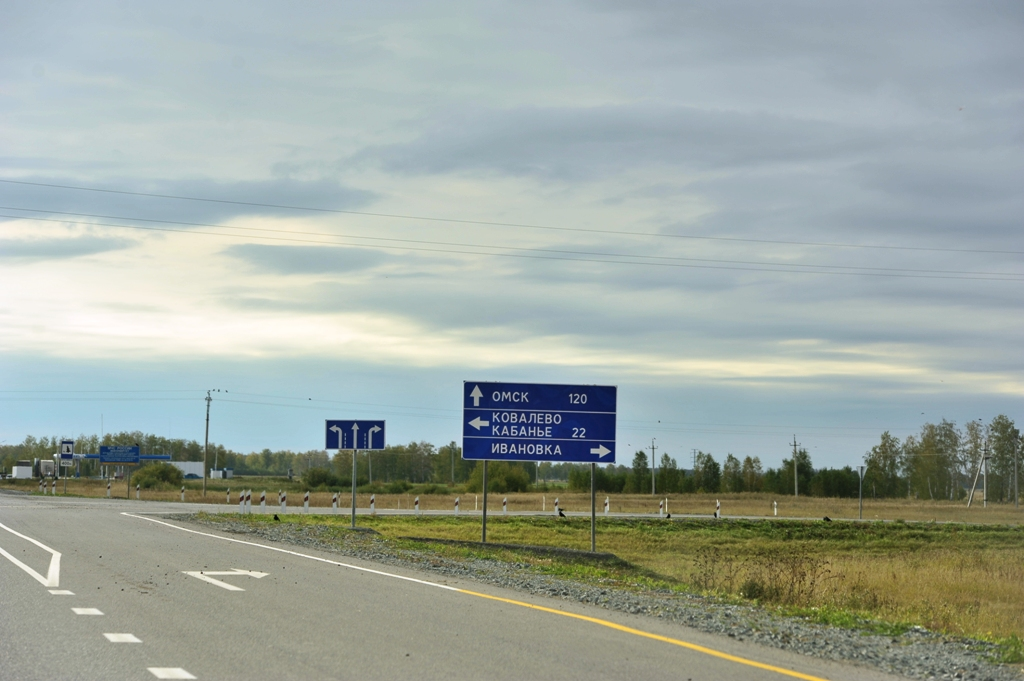
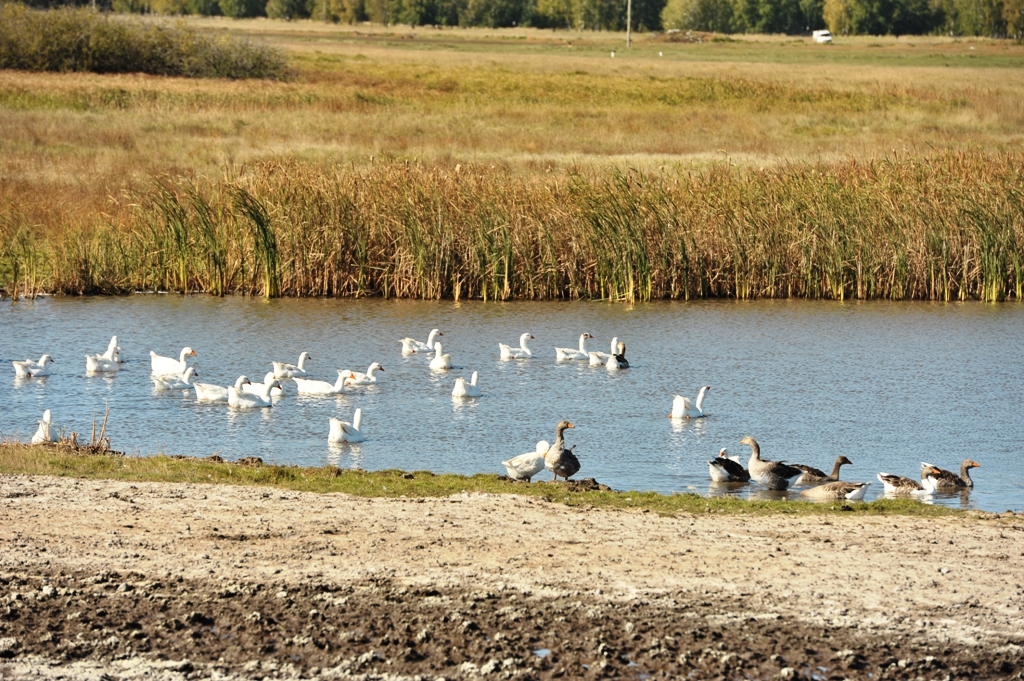
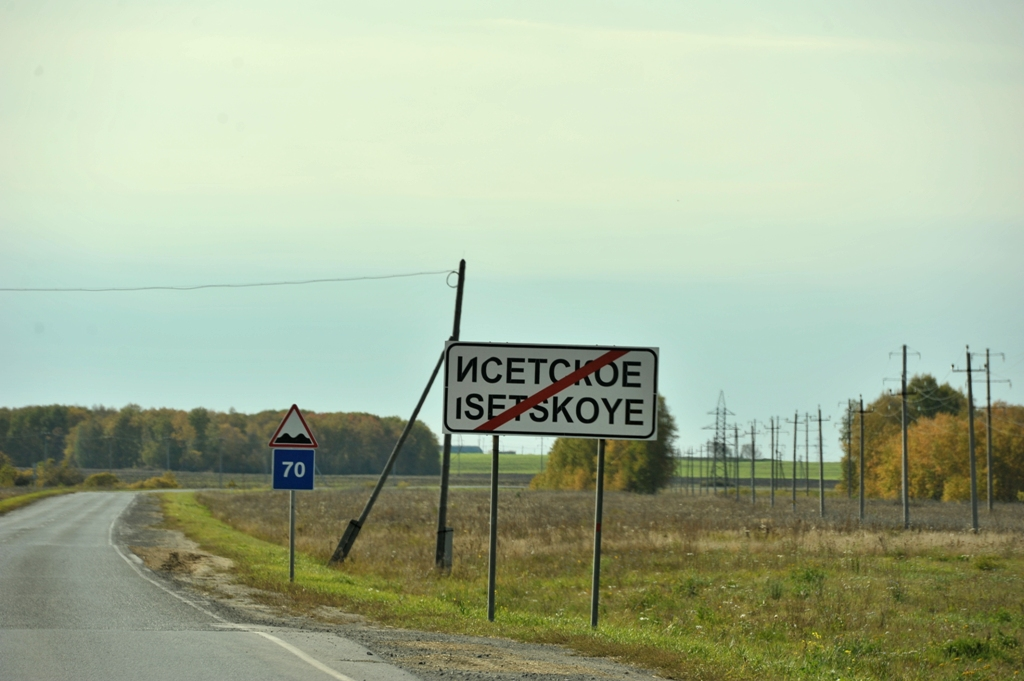
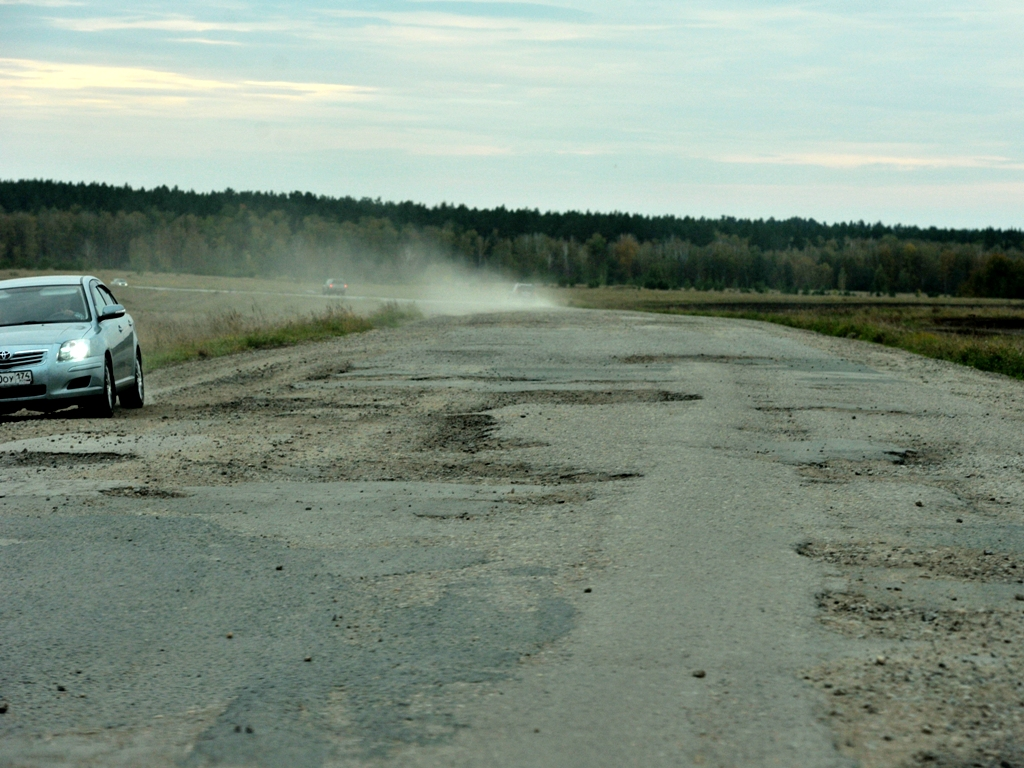
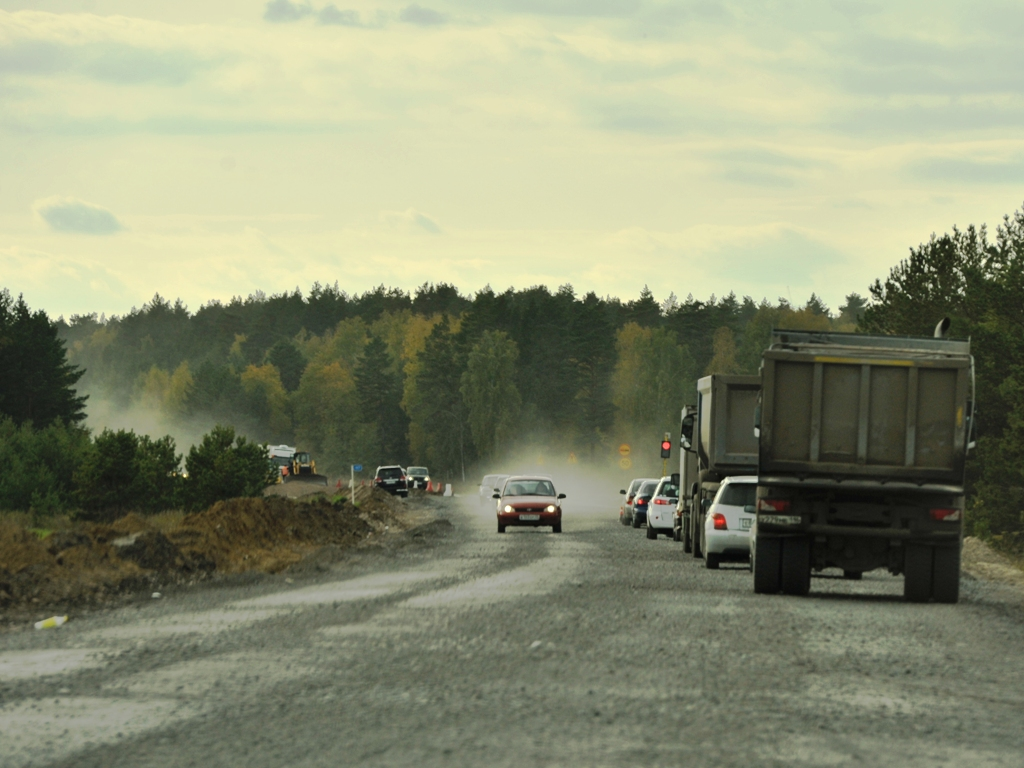
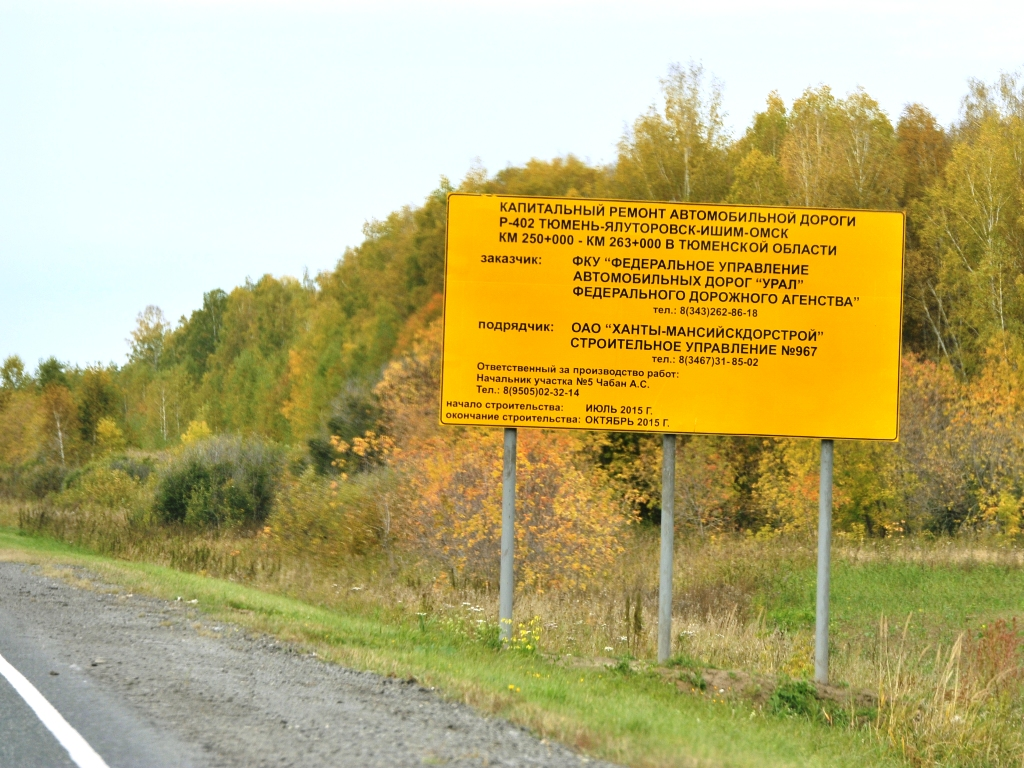
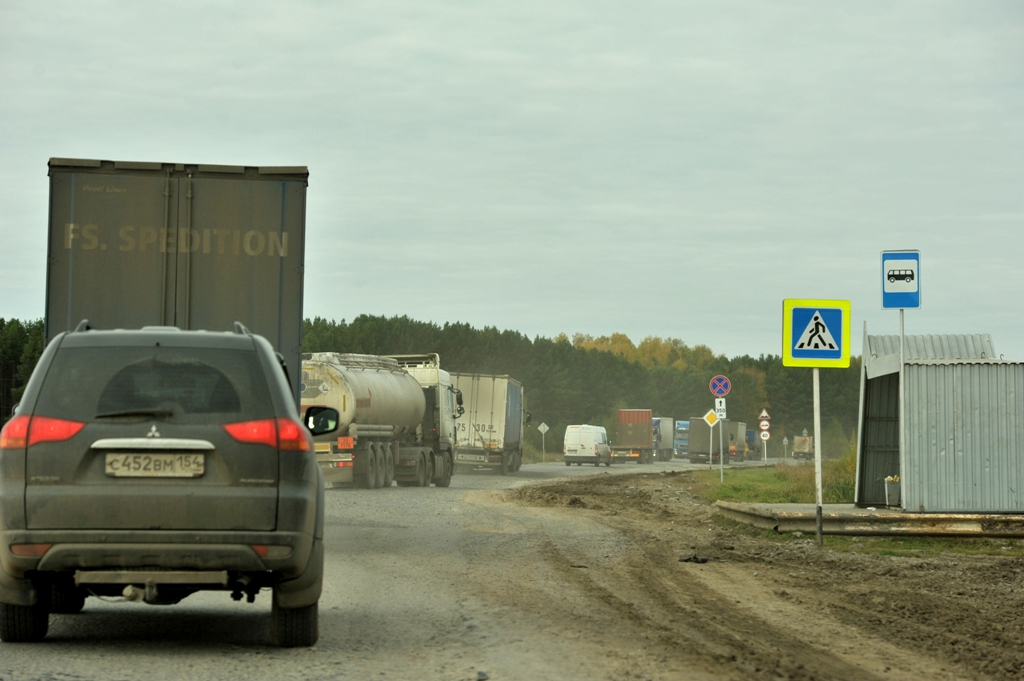
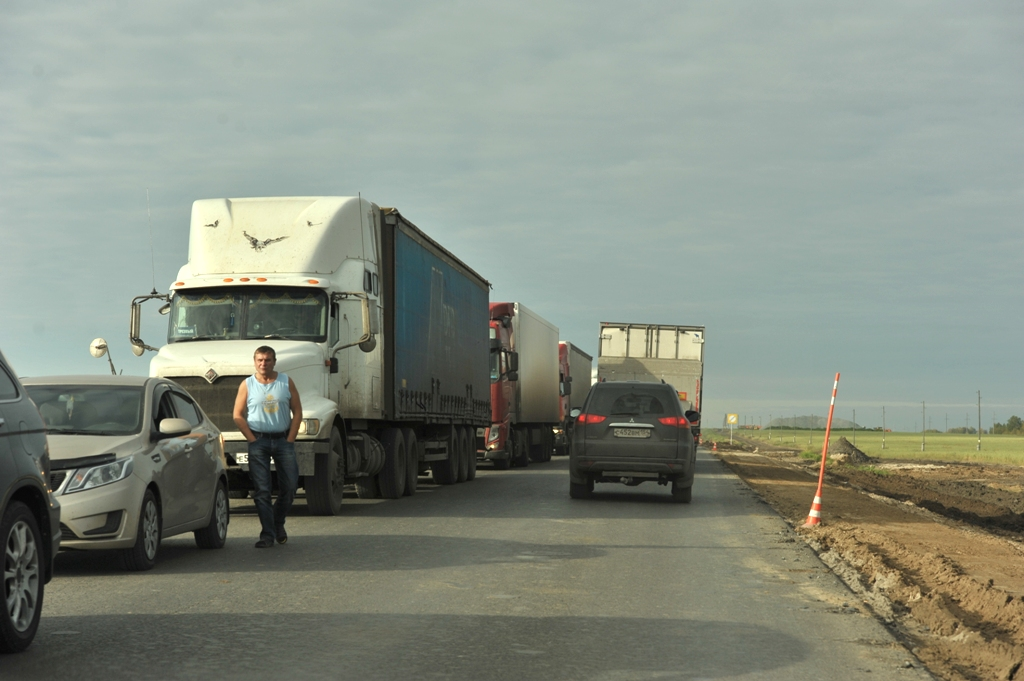
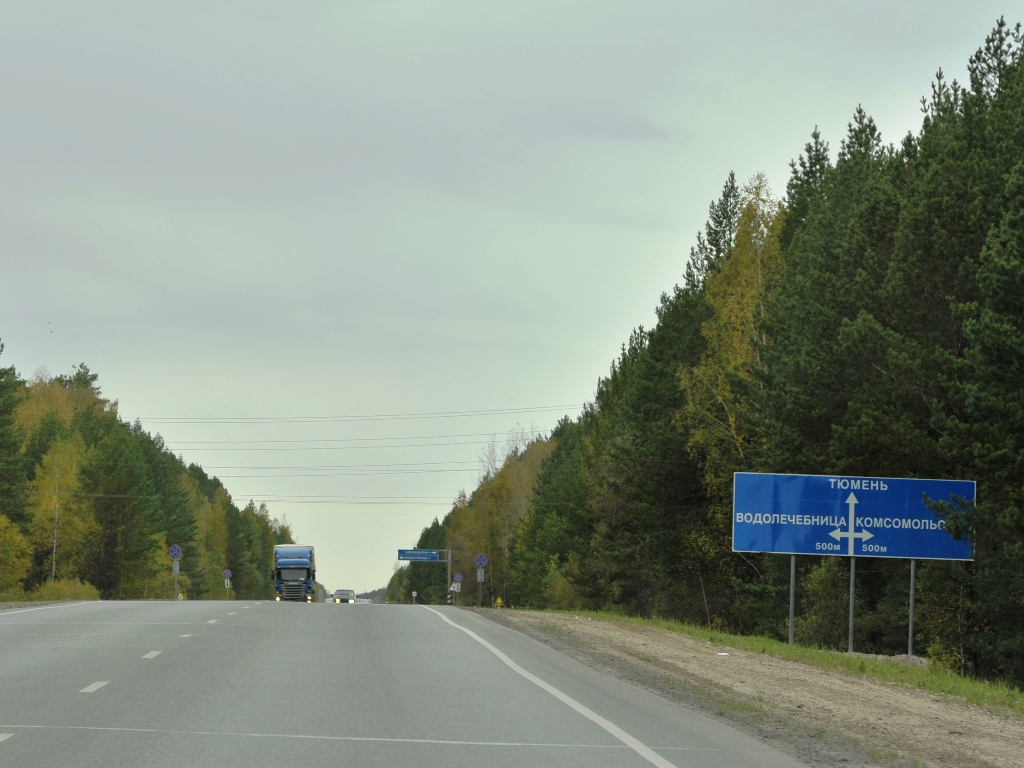
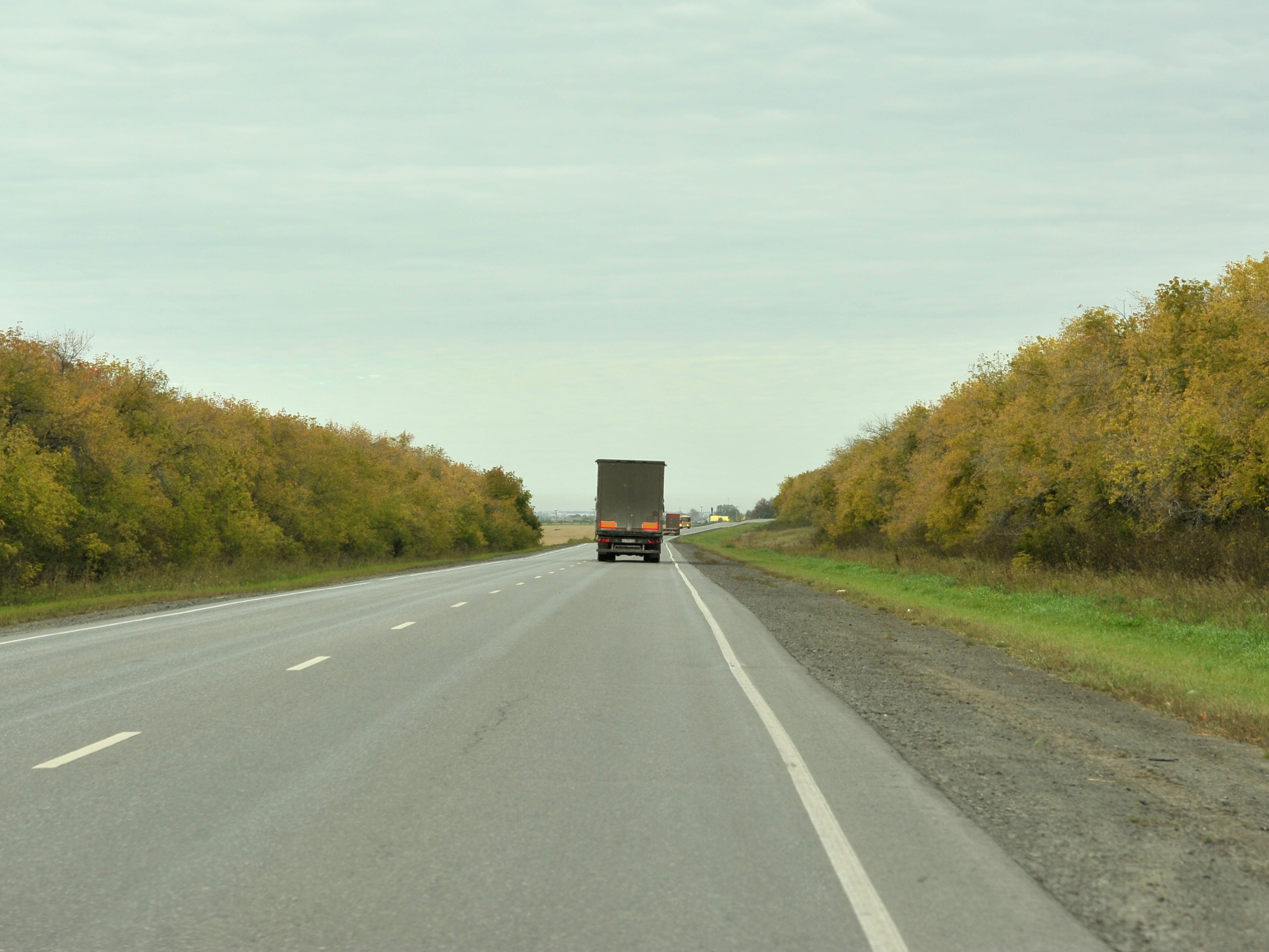

## Маршрут
0 км – Челябінськ, Кінцевий пункт M5, A310
35 км – Міаське
Курганська область
92 км – Щуче
125 км – Шумиха
170 км – Мішкино
205 км – Юргамиш
284 км – Курган
319 км – Варгаші
425 км – Макушино
469 км – Петухово
Казахстан, Північноказахстанська область
521 км – Мамлютка
556 км – Петропавловськ
642 км – Булаєво
Російська Федерація, Омська область
680 км – Ісилькуль
722 км – Москаленки
773 км – Мар'яновка
816 км – Омськ, відгалуження A320
896 км – Горьковське
935 км – Нижня Омка
Новосибірська область
969 км – Єланка
997 км – Усть-Тарка
1068 км – Венгерово
1107 км – Покровка
1190 км – Куйбишев
1224 км – Осиново
1293 км – Убінське
1352 км – Каргат
1392 км – Чулим
1475 км – Коченево
1532 км – Новосибірськ, початковий пункт Р255 (та Р256)